# Theodor Duesterberg
Theodor Duesterberg, né le 19 octobre 1875 à Darmstadt (Empire allemand) et mort le 4 novembre 1950 à Hamelin en Allemagne, est un homme politique allemand sous la république de Weimar.

## Biographie
Lieutenant-colonel de l'armée prussienne, Theodor Duesterberg démissionne en 1919 pour protester contre le traité de Versailles et entre en politique. Il adhère au Parti national du peuple allemand, parti conservateur, mais à la suite de désaccords avec la hiérarchie du parti en démissionne en 1923. Il rejoint alors le Stahlhelm, Bund der Frontsoldaten (« casque d'acier, ligue des soldats du front ») , une organisation nationaliste et pro-monarchique, une des nombreuses organisations paramilitaires issues des corps francs apparus après la défaite allemande de 1918. Il en devient rapidement un des co-leaders avec Franz Seldte.
À la fin des années 1920, il allie le Stahlhelm avec le Parti nazi et d'autres groupes d'extrême-droite et proteste activement contre le plan Young, la seconde négociation du traité de Versailles, en 1929. Deux ans plus tard, il élargit l'alliance avec le DNVP et d'autres partis de droite pour former le front de Harzburg dont le but est la chute du chancelier Heinrich Brüning et de la république de Weimar. Mais ce front ne tient pas à cause du refus d'Hitler de laisser subordonner sur le long terme le Parti nazi dans une aussi vaste coalition de droite. Beaucoup de ceux de l'aile traditionaliste et nationaliste de cette coalition sont aussi opposés à l'antisémitisme exacerbé des nazis et aux vues socialisantes d'une frange de ce parti (SA, les frères Strasser, etc.). Après la dissolution du front de Harzburg, Duesterberg continue à diriger le Stahlhelm et maintient son alliance avec le DNVP.
Il fut l'un des candidats à l'élection présidentielle de 1932 pour le Stahlhelm et le Parti national du peuple allemand. Il ne recueillit que 6,8 % des voix, après une campagne de dénigrement des nazis, un des arguments de ceux-ci étant qu'il avait des ancêtres juifs. Il se verra néanmoins proposer un poste dans le cabinet Hitler lorsque celui-ci fut nommé chancelier en 1933, mais son refus, à mettre en parallèle avec l'acceptation de Franz Seldte, déstabilise le Stahlhelm, Duesterberg perdant progressivement son influence politique. Arrêté lors de la Nuit des Longs Couteaux en juin 1934, il est brièvement interné à Dachau.
Il meurt dans l'anonymat en 1950.